# 由布市消防本部
由布市消防本部（ゆふししょうぼうほんぶ）は、大分県由布市の消防部局（消防本部）。管轄区域は由布市全域。

## 概要
旧大分郡4町（湯布院町・庄内町・挾間町・野津原町）では1975年に「大分地域消防組合」を結成し、常備消防を担っていた。2005年の平成の大合併により、1月1日に野津原町が大分市と合併。組合から離脱し、施設・車両・人員の一部を大分市消防局に移管した。残り3町も同年10月1日に対等合併して由布市となり、組合は解散。由布市消防本部として再編成された。また、近隣には大分県消防学校（挾間町向原）が存在する。
- 消防本部：大分県由布市挾間町挾間278
- 管内面積：319.16km2
- 職員数：65人
- 消防署1カ所、出張所2カ所

### 主力機械
2016年4月1日現在
- 水槽付消防ポンプ自動車：4
- 救助工作車：1
- 救急自動車：4
- 指令車：1
- その他：5

## 沿革
- 1975年4月1日 大分郡庄内町・挾間町・湯布院町・野津原町の4町により大分地域消防組合が発足する。
- 2004年12月31日 野津原町が大分市と合併するのに伴い、組合から離脱する。（野津原出張所は大分市消防局南消防署野津原出張所となる。）
- 2005年
  - 9月30日 庄内町・挾間町・湯布院町が合併し由布市が誕生するのに伴い、大分地域消防組合が解散する。
  - 10月1日 由布市消防本部が発足する。
- 2016年11月 消防本部および由布市消防署が挾間町鬼瀬から、挾間町挾間の新庁舎に移転。また湯布院出張所も新庁舎へ移転。
- 2024年7月30日 - 由布市消防本部の通信指令業務を大分市消防局内の「おおいた消防指令センター」に移管[1]。

## 組織
- 本部 - 総務課、予防課、警防課
- 消防署

## 消防署
| 消防署       | 住所          | 出張所                                           |
| ------------ | ------------- | ------------------------------------------------ |
| 由布市消防署 | 挾間町挾間278 | 庄内：庄内町柿原288-3 湯布院：湯布院町川上3066-1 |